# Uloma sjoestedti
Uloma sjoestedti – gatunek chrząszcza z rodziny czarnuchowatych i podrodziny Tenebrioninae.
Gatunek ten został opisany w 1904 roku przez Hansa Gebiena, który jako miejsce typowe wskazał Moliwe.
Czarnuch o ciele długości poniżej 12 mm. Wierzch przedplecza i pokryw jednolicie ciemny. Bródka u samców prawie całkiem gęsto porośnięta szczecinami. Przód przedplecza samców z wyraźnym wgłębieniem. Pokrywy podłużne i o bokach równoległych. Ostatni widoczny sternit odwłoka nieobrzeżony. Wierzchołkowa część edeagusa ścięta na wierzchołku. Przednie odnóża samców o gwałtownie poszerzonych goleniach w  dystalnej połowie.
Chrząszcz afrotropikalny, znany z Gwinei, Kamerunu, Konga, Ghany, Togo, Wybrzeża Kości Słoniowej i Rwandy.